# Liste des genres de primates par ordre alphabétique
Cette liste comprend les noms scientifiques de genres de l'ordre des primates en excluant les noms vernaculaires. Elle comprend également des genres qui sont désormais considérés comme non valides ou douteux (nomina dubia).
Sont également indiqués le nom du naturaliste qui a nommé et décrit le taxon, ainsi que l'année de publication de la diagnose, ou de sa validation, selon la nomenclature zoologique.
- Haut – A
- B
- C
- D
- E
- F
- G
- H
- I
- J
- K
- L
- M
- N
- O
- P
- Q
- R
- S
- T
- U
- V
- W
- X
- Y
- Z

## A
- † Adapis Cuvier, 1822
- † Aegyptopithecus Simons, 1965
- † Afropithecus Leakey & Leakey, 1986
- Allenopithecus Lang, 1923
- Allochrocebus Elliot, 1913
- Allocebus Petter-Rousseaux & Petter, 1967
- Alouatta Trouessart, 1897
- † Ankarapithecus Ozansoy, 1965
- Aotus Elliot, 1913
- † Apidium Osborn, 1908
- † Archaeoindris Standing, 1908
- † Archaeolemur Filhol, 1895
- † Archicebus Ni et al., 2013
- Arctocebus Gray, 1863
- † Ardipithecus White, 1994
- Ateles É. Geoffroy, 1806
- † Australopithecus Dart, 1925
- Avahi Jourdan, 1834

## B
- † Babakotia Godfrey et al., 1990
- Brachyteles Spix, 1823
- Bunopithecus Matthew & Granger, 1923

## C
- Cacajao Lesson, 1840
- Callibella van Roosmalen et van Roosmalen, 2003
- Callicebus Thomas, 1903
- Callimico Miranda-Ribeiro, 1912
- Callithrix Erxleben, 1777
- Carlito Groves & Shekelle, 2010
- Cebuella Gray, 1866
- Cebus Erxleben, 1777
- Cephalopachus Swainson, 1835
- Cercocebus É. Geoffroy, 1812
- Cercopithecus Linnaeus, 1758
- Cheirogaleus É. Geoffroy, 1812
- Cheracebus Byrne et al., 2016
- Chiropotes Lesson, 1840
- Chlorocebus Gray, 1870
- † Chororapithecus Suwa et al., 2007
- Colobus Illiger, 1811

## D
- † Darwinius Franzen et al., 2009
- Daubentonia É. Geoffroy, 1795
- † Djebelemur Hartenberger & Marandat, 1992
- † Dryopithecus Lartet, 1856

## E
- Eosimias Beard et al., 1994
- Erythrocebus Trouessart, 1897
- Eulemur Simons & Rumpler, 1988
- Euoticus Gray, 1863

## G
- Galago É. Geoffroy, 1796
- Galagoides A. Smith, 1833
- † Ganlea Beard et al., 2009
- † Gigantopithecus Koenigswald, 1935
- † Godinotia Franzen, 2000
- Gorilla I. Geoffroy, 1852
- † Graecopithecus Koenigswald, 1935

## H
- † Hadropithecus von Liburnau, 1899
- Hapalemur I. Geoffroy, 1851
- Hoolock Mootnick & Groves, 2005
- Hylobates Illiger, 1811

## I
- † Indopithecus Koenigswald, 1949
- Indri É. Geoffroy & G. Cuvier, 1796

## K
- Karanisia
- Kenyanthropus

## L
- Lagothrix
- Lemur
- Leontopithecus
- Lepilemur
- Lophocebus
- Loris
- † Lufengpithecus

## M
- Macaca
- Mandrillus
- † Megaladapis
- † Mesopropithecus
- Mico
- Microcebus
- Miopithecus
- † Morotopithecus

## N
- † Nakalipithecus
- Nasalis
- † Necrolemur
- Nomascus
- † Notharctus
- Nycticebus

## O
- Oreonax
- † Oreopithecus
- † Orrorin
- Otolemur

## P
- † Palaeopropithecus
- Pan
- Papio
- Perodicticus
- Phaner
- Piliocolobus
- Pithecia
- Pithecus
- Plecturocebus
- † Plesiopithecus
- † Pliopithecus
- Pongo
- Presbytis
- Procolobus
- † Proconsul
- Prolemur
- Propithecus
- † Propliopithecus
- Pseudopotto
- Pygathrix

## R
- Rhinopithecus
- Rungwecebus

## S
- † Saadanius
- Saguinus
- † Sahelanthropus
- Saimiri
- † Samburupithecus
- Semnopithecus
- Simia
- Simias
- † Simopithecus
- † Sivapithecus
- Symphalangus

## T
- Tarsius
- † Teilhardina
- Theropithecus
- † Tetonius
- Trachypithecus

## V
- Varecia